# Linda Zechiri
Linda Zechiri (27 juliol de 1987) és una esportista búlgara que competeix en bàdminton en la categoria individual.
És una de les jugadores búlgares líders en l'esport.